# Philip Wolfe
Pour les articles homonymes, voir Wolfe.
Philip Starr "Phil" Wolfe est un mathématicien américain né le 11 août 1927 à San Francisco et mort le 29 décembre 2016. Il est considéré comme l'un des fondateurs de la théorie de l'optimisation convexe et de la programmation mathématique.

## Biographie
Il reçoit son baccalauréat, une maîtrise (1948) et un doctorat de l'université de Californie à Berkeley. Sa thèse en théorie des jeux, intitulée I.Games of Infinite Length; II.A Nondegenerate Formulation and Simplex Solution of Linear Programming Problems (1954), est supervisée par Edward William Barankin.

## Carrière
En 1954, il accepte un poste d'instructeur à Princeton, où il travaille sur des généralisations de la programmation linéaire, telles que la programmation quadratique et en général l'optimisation non linéaire, conduisant à l'algorithme de Frank-Wolfe dans un travail commun avec Marguerite Frank, alors en visite à Princeton.
Il rejoint en 1957 la RAND Corporation, où il travaille avec George Dantzig, aboutissant à la maintenant bien connue méthode de décomposition de Dantzig-Wolfe (en). Il programme des problèmes d'optimisation linéaire dans la lignée de William Orchard-Hays (de) (sur Johnniac et sur un IBM 704). En tant que programmeur, il a introduit chez Rand les premiers programmes en Fortran et il a travaillé entre autres sur des problèmes de régimes avec George Stigler (Ingrédients pour une alimentation avec un coût minimum) avec des applications dans l'agriculture.
En 1965, il s'installe au centre de recherches Thomas J. Watson d'IBM à Yorktown Heights, New York. De 1968 à 1977 il est professeur à l'université Columbia.

## Prix et récompenses
Il a reçu le prix de théorie John-von-Neumann en 1992, conjointement avec Alan Hoffman.
Il est membre de l'Association américaine pour l'avancement des sciences.

## Sélection de publications
- George B. Dantzig et Philip Wolfe, « Decomposition Principle for Linear Programs », Operations Research, vol. 8, no 1,‎ février 1960, p. 101–111 (DOI 10.1287/opre.8.1.101)
- M. Frank et P. Wolfe, « An algorithm for quadratic programming », Naval Research Logistics Quarterly, vol. 3,‎ 1956, p. 95 (DOI 10.1002/nav.3800030109)
- M. Held, P. Wolfe et H. P. Crowder, « Validation of subgradient optimization », Mathematical Programming, vol. 6,‎ 1974, p. 62 (DOI 10.1007/BF01580223)
- P. Wolfe, « The Simplex Method for Quadratic Programming », Econometrica, vol. 27, no 3,‎ 1959, p. 382 (DOI 10.2307/1909468, JSTOR 1909468)